# Gloucester Cross (manzana)
Gloucester Cross es una  variedad cultivar de manzano (Malus domestica). 
Un híbrido del cruce de Cox's Orange Pippin x Desconocido. Criado en 1913 por G.T Spinks en la Long Ashton Research Station (Estación de investigación Long Ashton), Bristol, Inglaterra. Las frutas tienen una pulpa suave, áspera y subácida con un sabor rico y aromático.

## Historia
'Gloucester Cross' es una variedad de manzana, híbrido del cruce de Cox's Orange Pippin x Desconocido. Desarrollado y criado a partir de 'Cox's Orange Pippin' mediante una polinización por una variedad de manzana desconocida, por G.T Spinks en la Long Ashton Research Station (Estación de investigación Long Ashton), Bristol, Inglaterra, (Reino Unido) a principios del siglo XX en 1913.
'Gloucester Cross' se cultiva en la National Fruit Collection con el número de accesión: 1930-031 y Accession name: Gloucester Cross.

## Características
'Gloucester Cross' árbol de extensión erguida, de vigor moderadamente vigoroso, portador de espuela. Tiene un tiempo de floración que comienza a partir del 6 de mayo con el 10% de floración, para el 12 de mayo tiene una floración completa (80%), y para el 19 de mayo tiene un 90% caída de pétalos.
'Gloucester Cross' tiene una talla de fruto pequeño a medio; forma cónica truncada; con nervaduras medianas; epidermis con color de fondo amarillo, con un sobre color rojo, importancia del sobre color alto a muy alto, y patrón del sobre color rayas rojas más oscuras muy densas, "russeting" (pardeamiento áspero superficial que presentan algunas variedades) muy bajo; ojo de tamaño pequeño y cerrado en una cuenca poco profunda y abierta alrededor de la cual se encuentra una corona levemente nudosa; pedúnculo corto y medianamente grueso, situado en una cavidad bastante profunda y apretada; carne es de color crema intenso, dulce crujiente y jugosa. Sabor intensamente aromático.
Su tiempo de recogida de cosecha se inicia a principios de septiembre. Conserva bien durante dos meses en cámara frigorífica.

## Usos
Una buena manzana de uso de postre fresca en mesa.

## Ploidismo
Diploide, auto estéril. Grupo de polinización: D, Día 12.